# Amatsuhikone
Amatsuhikone (天津日子根命, 天津彥根命, qui signifie petit garçon du Ciel) dans la mythologie japonaise est le troisième fils d'Amaterasu.
Dans de nombreuses versions, il est né des bijoux d'Amaterasu dans ses cheveux,,. Dans d'autres versions, il est né de la vigne utilisée pour attacher les cheveux d'Amaterasu.

Serment entre Amaterasu et Susanowo (basé sur le Kojiki)

Il est considéré comme l'ancêtre de plusieurs clans, y compris les clans Oshikochi et Yamashiro.
Ame-no-mikage-no-mikoto (ja) est son fils. Il est descendu sur le mont Mikami, qui mesure 432 mètres, durant le règne de l'empereur Kōrei (290 - 215 av. J.-C.) pour devenir le shintai de la montagne,. Le sanctuaire Mikami, un sanctuaire shinto, a été construit sur la montagne pour l'adorer. Il est situé dans la ville de Yasu, préfecture de Shiga, au Japon,.